# 스파이크 춘소프트
주식회사 스파이크 춘소프트는 일본의 비디오 게임 개발사, 배급사 및 현지화 기업이다. 롤플레잉 비디오 게임, 비주얼 노블 및 어드벤처 게임 제작에 특화한 기업으로, 대표 작품으로 《극한탈출》, 《단간론파》와 《불가사의 던전》이 있다.
본래 1984년에 나카무라 코이치가 설립한 주식회사 춘소프트(영어: Chunsoft Co., Ltd)로 출발했다. 당시 대표작은 에닉스와 협력해 제작한 롤플레잉 비디오 게임 시리즈 《드래곤 퀘스트》 시리즈로, 《드래곤 퀘스트 (1986)》부터 《드래곤 퀘스트 V (1992)》까지 총 다섯 본편 게임들의 제작을 담당했다. 그 외 《포토피아 연쇄살인사건》, 《카마이타치의 밤》, 《제절초》 등 어드벤처 게임 개발로 유명세를 얻었다.
2012년 스파이크와 합병, 두 사명을 합친 '스파이크 춘소프트'로 변경해 현재까지 운영하고 있다.

## 역사

### 춘소프트
춘소프트는 에닉스의 전 비디오 게임 디자이너이자 프로그래머 나카무라 코이치가 설립했다. 사명 춘소프트의 '춘'은 마장의 춘(中)이자 나카무라의 나카(中)에서 유래했다. 춘소프트 최초의 게임은 에닉스가 배급한 《도어 도어 (1985)》이나, 춘소프트가 개발 및 배급 모두 담당한 최초의 게임은.《제절초 (1992)》이다. 춘소프트가 당시 개발한 유명 게임으로 《토르네코의 대모험: 불가사의 던전》, 《카마이타치의 밤》과 《떠돌이 시렌》이 있다. 나카무라 본인은 에닉스과 공동개발 시절 《드래곤 퀘스트》 시리즈를 디자인해 《드래곤 퀘스트 V》까지 관여했으며, 그 후에는 기업 운영을 위해 프로그래밍에서 손을 뗐다.

### 스파이크 춘소프트
2005년, 디완고가 춘소프트를 인수해 디완고의 자회사가 됐다. 2012년, 춘소프트는 디완고의 또다른 자회사이자 당사의 게임 일부 배급했던 스파이크와 합병해 스파이크 춘소프트로 재탄생했다. 2017년, 스파이크 춘소프트는 캘리포니아주 롱비치에 자사 게임의 현지화 및 자매 회사 메지스(전 사명 5pb.)와의 협력을 위해 북미 지사를 설립했다. 메지스와 협력해 2018년에 마이크로소프트 윈도우판 《슈타인즈 게이트》를 메지스 대신 배급했다. 이후 발매된 《과학 어드벤처》 시리즈의 게임 《슈타인즈 게이트 0》와 《CHAOS;CHILD》 또한 스파이크 춘소프트가 배급했다.
2020년 7월 16일, 《단간론파》의 서양 지역 배급을 담당하던 NIS 아메리카가 플레이스테이션 스토어에서 해당 게임들을 판매중지한다고 발표했다. 직후 같은 해 7월 22일, 스파이크 춘소프트는 일본 외 지역의 자사 게임 배급을 직접 담당한다고 발표했다.

## 출시 게임

### 춘소프트 (1985–2012)
| 제목                                                      | 플랫폼                                         | 최초 출시일      | 개발사     | 배급사                                      | 각주                        |
| --------------------------------------------------------- | ---------------------------------------------- | ---------------- | ---------- | ------------------------------------------- | --------------------------- |
| 도어 도어 mkII                                            | PC-8801                                        | 1985년 2월       | 춘소프트   | 에닉스                                      |                             |
| 도어 도어                                                 | 패밀리 컴퓨터                                  | 1985년 7월 18일  | 춘소프트   | 에닉스                                      |                             |
| 포토피아 연쇄살인사건                                     | 패밀리 컴퓨터                                  | 1985년 11월 29일 | 춘소프트   | 에닉스                                      |                             |
| 드래곤 퀘스트                                             | 패밀리 컴퓨터                                  | 1986년 5월 27일  | 춘소프트   | 에닉스                                      |                             |
| 드래곤 퀘스트 II: 악령의 신들                             | 패밀리 컴퓨터                                  | 1987년 1월 26일  | 춘소프트   | 에닉스                                      |                             |
| 드래곤 퀘스트 III: 전설의 시작                            | 패밀리 컴퓨터                                  | 1988년 2월 10일  | 춘소프트   | 에닉스                                      |                             |
| 드래곤 퀘스트 IV: 인도받은 자들                           | 패밀리 컴퓨터                                  | 1990년 2월 11일  | 춘소프트   | 에닉스                                      |                             |
| 패미컴 점프 II: 최강의 7인                                | 패밀리 컴퓨터                                  | 1991년 12월 2일  | 춘소프트   | 반다이                                      |                             |
| 테트리트 2 + 봄블리스                                     | 패밀리 컴퓨터                                  | 1991년 12월 13일 | 춘소프트   | 불릿프루프 소프트웨어                       |                             |
| 제절초                                                    | 슈퍼 패미컴 휴대전화                           | 1992년 3월 7일   | 춘소프트   | 춘소프트                                    |                             |
| 드래곤 퀘스트 V: 천공의 신부                              | 슈퍼 패미컴                                    | 1992년 9월 27일  | 춘소프트   | 에닉스                                      |                             |
| 토르네코의 대모험: 불가사의 던전                          | 슈퍼 패미컴                                    | 1993년 9월 19일  | 춘소프트   | 춘소프트                                    | [ 13 ]                      |
| 드래곤 퀘스트 I & II                                      | 슈퍼 패미컴                                    | 1993년 12월 18일 | 춘소프트   | 에닉스                                      |                             |
| 카마이타치의 밤                                           | 슈퍼 패미컴 플레이스테이션 휴대전화 웹브라우저 | 1994년 11월 25일 | 춘소프트   | 춘소프트                                    | [ 14 ]                      |
| 불가사의 던전 2: 떠돌이 시렌                              | 슈퍼 패미컴 닌텐도 DS                          | 1995년 12월 5일  | 춘소프트   | 춘소프트                                    | [ 13 ]                      |
| 불가사의 던전 떠돌이 시렌 GB: 달빛마을의 괴물             | 게임보이 윈도우 안드로이드                     | 1996년 11월 22일 | 아쿠아마린 | 춘소프트                                    | [ 15 ] [ 16 ] [ 17 ] [ 18 ] |
| 거리                                                      | 세가 새턴                                      | 1998년 1월 22일  | 춘소프트   | 춘소프트                                    |                             |
| 사운드 노블 에볼루션 2: 카마이타치의 밤 스페셜 에디션     | 플레이스테이션                                 | 1998년 12월 3일  | 춘소프트   | 춘소프트                                    | [ 19 ]                      |
| 사운드 노블 에볼루션 3: 거리                              | 플레이스테이션 휴대전화 플레이스테이션 포터블  | 1999년 1월 28일  | 춘소프트   | 춘소프트                                    |                             |
| 사운드 노블 에볼루션 1: 제절초 리바이벌                   | 플레이스테이션                                 | 1999년 3월 25일  | 춘소프트   | 춘소프트                                    | [ 19 ]                      |
| 드래곤 퀘스트 캐릭터즈 토르네코의 대모험 2: 불가사의 던전 | 플레이스테이션 게임보이 어드밴스               | 1999년 9월 15일  | 춘소프트   | 에닉스                                      | [ 20 ]                      |
| 불가사의 던전 떠돌이 시렌 2: 오니 습격! 시렌성!           | 닌텐도 64                                      | 2000년 9월 27일  | 춘소프트   | 닌텐도                                      | [ 21 ]                      |
| 불가사의 던전 떠돌이 시렌 GB2: 사막의 마성                | 게임보이 컬러 닌텐도 DS                        | 2001년 7월 19일  | 춘소프트   | 춘소프트                                    | [ 22 ] [ 23 ]               |
| 카마이타치의 밤 어드밴스                                  | 게임보이 어드밴스                              | 2002년 6월 28일  | 춘소프트   | 춘소프트                                    |                             |
| 카마이타치의 밤 2                                         | 플레이스테이션 2                               | 2002년 7월 18일  | 춘소프트   | 춘소프트                                    |                             |
| 드래곤 퀘스트 캐릭터즈 토르네코의 대모험 3: 불가사의 던전 | 플레이스테이션 2 게임보이 어드밴스             | 2002년 10월 31일 | 춘소프트   | 에닉스                                      | [ 24 ]                      |
| 불가사의 던전 떠돌이 시렌 외전: 여검사 아스카 등장!       | 윈도우                                         | 2002년 12월 20일 | 네버랜드   | 춘소프트                                    | [ 25 ]                      |
| 시렌 몬스터즈: 넷살                                       | 게임보이 어드밴스                              | 2004년 4월 22일  | 춘소프트   | 춘소프트                                    | [ 26 ]                      |
| 3학년 B반 긴파치선생: 전설의 교단에 서다!                 | 플레이스테이션 2                               | 2004년 6월 24일  | 춘소프트   | 춘소프트                                    |                             |
| 더 나이트메어 오브 드루아가: 불가사의 던전                | 플레이스테이션 2                               | 2004년 7월 29일  | 춘소프트   | 아리카 (일본) 남코 (북미)                   | [ 27 ]                      |
| 카마이타치의 밤 2: 감옥섬의 동요                          | 휴대전화                                       | 2004년 12월 6일  | 춘소프트   | 디완고 춘소프트                             |                             |
| 홈랜드                                                    | 게임큐브                                       | 2005년 4월 29일  | 춘소프트   | 춘소프트                                    |                             |
| 사운드 노블 포터블: 카마이타치의 밤 2 스페셜 에디션       | 플레이스테이션 포터블                          | 2006년 5월 25일  | 춘소프트   | 세가                                        |                             |
| 카마이타치의 밤 × 3                                       | 휴대전화 플레이스테이션 2                      | 2007년 2월 15일  | 춘소프트   | 춘소프트                                    |                             |
| 코와오토                                                  | iOS                                            | 2010년 8월 31일  | 춘소프트   | 춘소프트                                    |                             |
| 포켓몬 불가사의 던전 빨강 구조대                          | 게임보이 어드밴스                              | 2005년 11월 17일 | 춘소프트   | 닌텐도 포켓몬                               | [ 28 ]                      |
| 포켓몬 불가사의 던전 파랑 구조대                          | 닌텐도 DS                                      | 2005년 11월 17일 | 춘소프트   | 닌텐도 포켓몬                               | [ 29 ]                      |
| 포켓몬 불가사의 던전 시간의 탐험대·어둠의 탐험대          | 닌텐도 DS                                      | 2007년 9월 13일  | 춘소프트   | 닌텐도 포켓몬                               | [ 30 ] [ 31 ]               |
| 기화기초                                                  | 플레이스테이션 3 Wii iOS                       | 2007년 10월 23일 | 춘소프트   | 춘소프트 세가                               |                             |
| 불가사의 던전 떠돌이 시렌 3: 가라쿠리 저택의 잠자는 공주  | Wii 플레이스테이션 포터블                      | 2008년 6월 5일   | 춘소프트   | 세가 (일본) 아틀러스 USA (북미)             | [ 32 ] [ 33 ]               |
| 428 ~봉쇄된 시부야에서~                                   | Wii 플레이스테이션 3 플레이스테이션 포터블     | 2008년 12월 4일  | 춘소프트   | 스파이크                                    |                             |
| 포켓몬 불가사의 던전 하늘의 탐험대                        | 닌텐도 DS                                      | 2009년 4월 18일  | 춘소프트   | 닌텐도 포켓몬                               | [ 34 ]                      |
| 포켓몬 불가사의 던전 모험단                               | Wii                                            | 2009년 8월 4일   | 춘소프트   | 포켓몬                                      | [ 35 ] [ 36 ]               |
| 불가사의 던전 떠돌이 시렌 5: 포춘 타워와 운명의 주사위    | 닌텐도 DS                                      | 2010년 12월 9일  | 춘소프트   | 춘소프트                                    | [ 37 ]                      |
| 극한탈출 9시간 9명 9의 문                                 | 닌텐도 DS                                      | 2009년 12월 10일 | 춘소프트   | 스파이크 (일본) 아크시스 게임스 (북미/유럽) |                             |
| 불가사의 던전 떠돌이 시렌 4: 신의 눈과 악마의 배꼽        | 닌텐도 DS                                      | 2010년 2월 25일  | 춘소프트   | 스파이크                                    | [ 38 ]                      |
| 좀비 너무 좋아                                            | 닌텐도 DS                                      | 2011년 1월 20일  | 춘소프트   | 춘소프트                                    |                             |
| Wii 리모컨플러스로 즐기는 버라이어티 게임 박스            | Wii                                            | 2011년 6월 13일  | 춘소프트   | 닌텐도                                      |                             |
| 신 카마이타치의 밤                                        | 플레이스테이션 3                               | 2011년 12월 17일 | 춘소프트   | 춘소프트                                    |                             |
| 극한탈출 ADV 착한 사람 사망입니다                         | 닌텐도 3DS                                     | 2012년 2월 16일  | 춘소프트   | 춘소프트                                    |                             |

### 스파이크 춘소프트 (2012–현재)

#### 개발 및 배급
| 제목                                                   | 플랫폼 | 최초 출시일      | 개발사                         | 배급사                                               | Ref.                 |
| ------------------------------------------------------ | --- | ---------------- | ------------------------------ | ---------------------------------------------------- | -------------------- |
| 컨셉션: 내 아이를 낳아줘                               | 플레이스테이션 포터블, 플레이스테이션 4, 윈도우                                                                                  | 2012년 4월 26일  | 스파이크 춘소프트              | 스파이크 춘소프트                                    |                      |
| 싸움 대장 브라더스 도쿄 배틀 로열                      | 플레이스테이션 포터블 | 2012년 6월 21일  | 스파이크 춘소프트              | 스파이크 춘소프트                                    |                      |
| 슈퍼 단간론파 2: 안녕히 절망학원                       | 플레이스테이션 포터블, 플레이스테이션 비타, 윈도우, macOS, 리눅스, 플레이스테이션 4, iOS, 안드로이드, 닌텐도 스위치, 엑스박스 원 | 2012년 7월 26일  | 스파이크 춘소프트              | 스파이크 춘소프트                                    | [ 39 ]               |
| 단간론파 희망의 학교와 절망의 고교생                   | iOS, 안드로이드, 플레이스테이션 비타, 윈도우, macOS, 리눅스, 플레이스테이션 4, 닌텐도 스위치, 엑스박스 원                        | 2012년 8월 20일  | 스파이크 춘소프트              | 스파이크 춘소프트                                    | [ 39 ]               |
| 파이어 프로레슬링                                      | 엑스박스 360 | 2012년 9월 21일  | 스파이크 춘소프트              | 마이크로소프트 스튜디오                              |                      |
| 드래곤볼 Z 포 키넥트                                   | 엑스박스 360 | 2012년 10월 2일  | 스파이크 춘소프트              | 반다이 남코 게임스                                   |                      |
| 불가사의 던전 떠돌이 시렌 4: 신의 눈과 악마의 배꼽     | 플레이스테이션 포터블 | 2012년 10월 18일 | 스파이크 춘소프트              | 스파이크 춘소프트                                    | [ 38 ]               |
| 포켓몬 불가사의 던전 마그나게이트와 무한대 미궁        | 닌텐도 3DS | 2012년 11월 23일 | 스파이크 춘소프트              | 닌텐도 포켓몬                                        | [ 40 ]               |
| 히어로즈 VS                                            | 플레이스테이션 포터블 | 2013년 2월 7일   | 스파이크 춘소프트              | BNE 엔터테인먼트                                     |                      |
| 카마이타치의 밤                                        | iOS, 안드로이드 | 2013년 4월 25일  | 스파이크 춘소프트              | 스파이크 춘소프트                                    | [ 41 ] [ 42 ]        |
| 극한탈출 9시간 9명 9의 문                              | iOS | 2013년 5월 29일  | 스파이크 춘소프트              | 스파이크 춘소프트                                    |                      |
| 스트리트패스 Mii 플라자 / 전사의 길                    | 3DS | 2013년 6월 18일  | 스파이크 춘소프트              | 스파이크 춘소프트                                    |                      |
| 컨셉션 II: 칠성의 인도와 마즐의 악몽                   | 닌텐도 3DS, 플레이스테이션 비타, 윈도우                                                                                          | 2013년 8월 22일  | 스파이크 춘소프트              | 스파이크 춘소프트                                    |                      |
| 진격의 거인: 인류 최후의 날개                          | 닌텐도 3DS | 2013년 12월 5일  | 스파이크 춘소프트              | 스파이크 춘소프트                                    |                      |
| Sekai Seifuku: Costume Fes.                            | 플레이스테이션 비타 | 2014             | 스파이크 춘소프트              | 스파이크 춘소프트                                    |                      |
| 화석 파이터                                            | 닌텐도 3DS | 2014년 2월 27일  | 스파이크 춘소프트              | 닌텐도                                               |                      |
| J스타 빅토리 VS                                        | 플레이스테이션 3, 플레이스테이션 비타                                                                                            | 2014년 3월 19일  | 스파이크 춘소프트              | 반다이 남코 엔터테인먼트                             |                      |
| 절대절망소녀 단간론파 Another Episode                  | 플레이스테이션 비타, 윈도우, 플레이스테이션 4                                                                                    | 2014년 9월 25일  | 스파이크 춘소프트              | 스파이크 춘소프트                                    |                      |
| 단간론파: 언리미티드 배틀                              | iOS, 안드로이드 | 2015년 1월 7일   | 스파이크 춘소프트              | 스파이크 춘소프트                                    |                      |
| 싸움대장 6: 소울 & 블러드                              | 3DS | 2015             | 스파이크 춘소프트              | 스파이크 춘소프트                                    | [ 43 ]               |
| 우세의 지사                                            | 플레이스테이션 3 | 2015             | 스파이크 춘소프트              | 스파이크 춘소프트                                    |                      |
| 우세의 낭사                                            | 플레이스테이션 비타 | 2015             | 스파이크 춘소프트              | 스파이크 춘소프트                                    |                      |
| 세계수와 불가사의 던전                                 | 닌텐도 3DS | 2015년 3월 5일   | 스파이크 춘소프트              | 일본: 아틀러스 북미: 아틀러스 USA 유럽: NIS 아메리카 | [ 44 ]               |
| 불가사의 던전 떠돌이 시렌 5: 포춘 타워와 운명의 주사위 | 플레이스테이션 비타, 닌텐도 스위치, 윈도우, iOS, 안드로이드                                                                      | 2015년 6월 4일   | 스파이크 춘소프트              | 스파이크 춘소프트                                    | [ 45 ] [ 46 ] [ 47 ] |
| J스타 빅토리 VS+                                       | 플레이스테이션 4, 플레이스테이션 3, 플레이스테이션 비타                                                                          | 2015년 6월 26일  | 스파이크 춘소프트              | 반다이 남코 엔터테인먼트                             |                      |
| 불가사의 크로니클                                      | 플레이스테이션 4, 플레이스테이션 비타, 윈도우                                                                                    | 2015년 7월 30일  | 스파이크 춘소프트              | 스파이크 춘소프트                                    |                      |
| 포켓몬 초 불가사의 던전                                | 닌텐도 3DS | 2015년 9월 17일  | 스파이크 춘소프트              | 닌텐도 포켓몬                                        | [ 48 ]               |
| 이그지스트 아카이브                                    | 플레이스테이션 4, 플레이스테이션 비타                                                                                            | 2015년 12월 17일 | 스파이크 춘소프트 트라이에이스 | 스파이크 춘소프트                                    | [ 49 ]               |
| 싸움대장 소녀                                          | 플레이스테이션 비타 | 2016             | 스파이크 춘소프트              | 스파이크 춘소프트                                    |                      |
| 마리오와 소닉 리우 올림픽                              | 닌텐도 3DS | 2016년 2월 18일  | 스파이크 춘소프트              | 닌텐도                                               |                      |
| 원피스: 버닝 블러드                                    | 플레이스테이션 4, 플레이스테이션 비타, 엑스박스 원, 윈도우                                                                       | 2016년 4월 21일  | 스파이크 춘소프트              | 반다이 남코 엔터테인먼트                             | [ 50 ]               |
| 제로 이스케이프: 시간의 딜레마                         | 닌텐도 3DS, 플레이스테이션 비타, 윈도우, 플레이스테이션 4, 엑스박스 원                                                           | 2016년 6월 28일  | 차임                           | 스파이크 춘소프트                                    | [ 51 ]               |
| 세계수와 불가사의 던전 2                               | 닌텐도 3DS | 2017년 8월 31일  | 스파이크 춘소프트              | 아틀러스                                             | [ 52 ]               |
| 뉴 단간론파 V3: 모두의 살인 신학기                     | 플레이스테이션 4, 플레이스테이션 비타, 윈도우, 닌텐도 스위치, iOS, 안드로이드,                                                   | 2017년 1월 12일  | 스파이크 춘소프트              | 스파이크 춘소프트                                    | [ 53 ] [ 39 ] [ 54 ] |
| Kamaitachi no Yoru Rinkai Ayane                        | 플레이스테이션 비타, 윈도우 | 2017년 2월 16일  | 5pb. (MAGES.)                  | 스파이크 춘소프트                                    |                      |
| 파이어 프로레슬링 월드                                 | 윈도우, 플레이스테이션 4 | 2017년 12월 18일 | 스파이크 춘소프트              | 스파이크 춘소프트                                    | [ 55 ]               |
| 싸움대장 소녀: 완전무결한 마이 허니                    | 플레이스테이션 비타 | 2017             | 스파이크 춘소프트              | 스파이크 춘소프트                                    |                      |
| 원피스 그랜드 크루즈                                   | 플레이스테이션 4, 플레이스테이션 VR                                                                                              | 2018년 5월 21일  | 스파이크 춘소프트              | 반다이 남코 엔터테인먼트                             | [ 56 ]               |
| 세기말 데이즈                                          | iOS, 안드로이드 | 2018년 7월 26일  | 스파이크 춘소프트              | DeNA                                                 | [ 57 ]               |
| 잔키 제로                                              | 윈도우, 플레이스테이션 4, 플레이스테이션 비타                                                                                    | 2018년 7월 5일   | 스파이크 춘소프트 Lancarse     | 스파이크 춘소프트                                    | [ 58 ]               |
| 점프 포스                                              | 플레이스테이션 4, 엑스박스 원, 윈도우, 닌텐도 스위치                                                                             | 2019년 2월 14일  | 스파이크 춘소프트              | 반다이 남코 엔터테인먼트                             |                      |
| 불가사의 던전 2: 떠돌이 시렌                           | iOS, 안드로이드 | 2019년 3월 12일  | 사이클론 제로                  | 스파이크 춘소프트                                    | [ 59 ]               |
| 싸움대장 소녀 2nd Rumble!!                             | 플레이스테이션 비타 | 2019             | 스파이크 춘소프트              | 스파이크 춘소프트                                    |                      |
| AI: 더 솜니움 파일즈                                   | 윈도우, 닌텐도 스위치, 플레이스테이션 4, 엑스박스 원                                                                             | 2019년 9월 17일  | 스파이크 춘소프트              | 스파이크 춘소프트                                    | [ 60 ]               |
| 원펀맨: 어 히어로 노바디 노우즈                        | 윈도우, 플레이스테이션 4, 엑스박스 원                                                                                            | 2020년 2월 27일  | 스파이크 춘소프트              | 반다이 남코 엔터테인먼트                             |                      |
| 포켓몬 불가사의 던전 구조대 DX                         | 닌텐도 스위치 | 2020년 3월 6일   | 스파이크 춘소프트              | 닌텐도 포켓몬                                        | [ 61 ]               |
| 해피 단간론파 S: 초고교급의 남국 주사위 합숙           | 닌텐도 스위치, 윈도우, 플레이스테이션 4, iOS, 안드로이드                                                                         | 2021년 11월 4일  | 스파이크 춘소프트              | 스파이크 춘소프트                                    | [ 39 ]               |
| AI: 더 솜니움 파일즈 – 니르바나 이니셔티브             | 윈도우, 닌텐도 스위치, 플레이스테이션 4, 엑스박스 원                                                                             | 2022년 6월 24일  | 스파이크 춘소프트              | 스파이크 춘소프트                                    | [ 62 ]               |
| 메이드 인 어비스: 어둠을 목표로 한 연성                | 윈도우, 닌텐도 스위치, 플레이스테이션 4                                                                                          | 2022년 9월 2일   | 차임                           | 스파이크 춘소프트                                    | [ 63 ]               |
| 초탐정사건부: 레인 코드                                | 닌텐도 스위치 | 2023년 6월 30일  | 스파이크 춘소프트 투 쿄 게임스 | 스파이크 춘소프트                                    | [ 64 ]               |

#### 일본 현지화
| 제목                          | 출시연도 | Ref.   |
| ----------------------------- | -------- | ------ |
| 핫라인 마이애미               | 2012     |        |
| 더 위쳐 2: 왕들의 암살자      | 2012     |        |
| 킹덤스 오브 아머루: 레커닝    | 2012     |        |
| 다크사이더즈 II               | 2012     |        |
| 데드 아일랜드: 립타이드       | 2013     |        |
| 메트로: 라스트 라이트         | 2013     |        |
| 테라리아                      | 2013     |        |
| 에픽 미키                     | 2013     |        |
| 에픽 미키 2: 더 파워 오브 투  | 2013     |        |
| 세인츠 로우 IV                | 2014     |        |
| 캐슬스톰                      | 2015     |        |
| 핫라인 마이애미 2: 롱 넘버    | 2015     |        |
| 더 위쳐 3: 와일드 헌트        | 2015     |        |
| 웨이스트랜드 2: 감독판        | 2015     |        |
| 크립트 오브 더 네크로댄서     | 2015     |        |
| 디비니티: 오리지널 신         | 2015     |        |
| 홈프론트: 더 레볼루션         | 2016     |        |
| 디비니티: 오리지널 신 II      | 2018     |        |
| 메트로 리덕스                 | 2019     |        |
| 케이던스 오브 하이랄          | 2019     |        |
| 사이버펑크 2077               | 2020     |        |
| 인디비지블                    | 2020     |        |
| 다잉 라이트 2                 | 2022     |        |
| 디스코 엘리시움: 더 파이널 컷 | 2022     | [ 65 ] |

#### 국제 배급
다음은 스파이크 춘소프트 북미 지부가 2017년 12월 1일 설립 이후로 배급한 게임들 목록이다. 일본 게임들 외에 메지스 게임들도 배급했다.
| 제목                                                   | 플랫폼                         | 출시일           | Ref.         |
| ------------------------------------------------------ | ------------------------------ | ---------------- | ------------ |
| Steins;Gate                                            | Win                            | 2018년 5월 1일   | [ 7 ]        |
| Steins;Gate 0                                          | Win, Switch                    | 2018년 5월 8일   | [ 8 ] [ 66 ] |
| 픽셀정크 몬스터즈 2                                    | Win, Switch, PS4               | 2018년 5월 25일  | [ 67 ]       |
| 428 ~봉쇄된 시부야에서~                                | Win, PS4                       | 2018년 9월 4일   | [ 68 ]       |
| Chaos;Child                                            | Win                            | 2019년 1월 22일  | [ 9 ]        |
| 8-bit ADV Steins;Gate                                  | Switch                         | 2019년 2월 19일  | [ 69 ]       |
| Steins;Gate Elite                                      | Win, Switch, PS4               | 2019년 2월 19일  | [ 69 ]       |
| Steins;Gate: Linear Bounded Phenogram                  | Win, PS4                       | 2019년 2월 19일  | [ 69 ]       |
| 잔키 제로                                              | Win, PS4                       | 2019년 4월 9일   | [ 70 ]       |
| 크라이스타                                             | Win, PS4                       | 2019년 8월 27일  | [ 71 ]       |
| AI: 더 솜니움 파일즈                                   | Win, Switch, PS4, XB1          | 2019년 9월 17일  | [ 72 ]       |
| YU-NO: 이 세상 끝에서 사랑을 노래하는 소녀             | Win, Switch, PS4               | 2019년 10월 1일  | [ 73 ]       |
| 컨셉션 플러스                                          | Win, PS4                       | 2019년 11월 5일  | [ 74 ]       |
| Steins;Gate: My Darling's Embrace                      | Win, Switch, PS4               | 2019년 12월 11일 | [ 66 ]       |
| Katana Kami: A Way of the Samurai Story                | Win, Switch, PS4               | 2020년 2월 20일  | [ 75 ]       |
| Robotics;Notes Elite                                   | Win, Switch, PS4               | 2020년 10월 13일 | [ 76 ]       |
| Robotics;Notes DaSH                                    | Win, Switch, PS4               | 2020년 10월 13일 | [ 76 ]       |
| 불가사의 던전 떠돌이 시렌 5: 포춘 타워와 운명의 주사위 | Win, Switch                    | 2020년 12월 2일  | [ 77 ]       |
| Re:제로부터 시작하는 이세계 생활 예언의 왕좌           | Win, Switch, PS4               | 2021년 1월 29일  | [ 78 ]       |
| 해피 단간론파 S: 초고교급의 남국 주사위 합숙           | Win, Switch, PS4, iOS, Android | 2021년 11월 4일  | [ 39 ]       |
| AI: 더 솜니움 파일즈 – 니르바나 이니셔티브             | Win, Switch, PS4, XB1          | 2022년 6월 24일  | [ 62 ]       |
| Anonymous;Code                                         | Win, Switch, PS4               | 2023             |              |

## 참조

### 주해
1. ↑  일본어: 株式会社スパイク・チュンソフト, 일본어: Spike Chunsoft Co., Ltd.
2. ↑  The Nintendo Switch version was released on December 10, 2019.[66]
3. ↑  The Japanese version were released the day after (2020년 12월 3일).